# Larry Comley
Lawrence Robert "Larry" Comley (Kansas City, Kansas, 17 de agosto de 1939- Thornton, Colorado, 21 de enero de 2006) fue un jugador de baloncesto estadounidense que disputó una temporada en la NBA, además de jugar en la ABL. Con 1,96 metros de estatura, jugaba en la posición de base.

## Trayectoria deportiva

### Universidad
Jugó durante su etapa universitaria con los Wildcats de la Universidad Estatal de Kansas, siendo elegido en 1961 en el mejor quinteto de la Big Eight Conference tras liderar la misma en anotación y rebotes, promediando 18,3 puntos y 11,3 rebotes por partido.

### Profesional
Fue elegido en la nonagésimo primera posición del Draft de la NBA de 1961 por Chicago Packers, pero fue finalmente descartado, fichando por los Kansas City Steers de la ABL, con los que disputó una temporada en la que promedió 12,0 puntos y 6,0 rebotes por partido.
En 1963 fichó por los Baltimore Bullets de la NBA, con los que disputó doce partidos, en los que promedió 2,1 puntos y 1,6 rebotes.

## Estadísticas de su carrera en la NBA

### Temporada regular
| Temporada | Edad | Equipo            | Liga | Pos. | P  | TIT | MIN | TC  | TCA | %TC  | 3P | 3PA | %3P | TL  | TLA | %TL  | R.OF. | R.DEF. | REB | ASIS | ROB | TAP | PER | FP  | PTS |
| 1963-64   | 24   | Baltimore Bullets | NBA  |      | 12 |     | 7.4 | 0.7 | 3.1 | .216 |    |     |     | 0.8 | 1.3 | .563 |       |        | 1.6 | 1.0  |     |     |     | 0.9 | 2.1 |
| Total     |      |                   | NBA  |      | 12 |     | 7.4 | 0.7 | 3.1 | .216 |    |     |     | 0.8 | 1.3 | .563 |       |        | 1.6 | 1.0  |     |     |     | 0.9 | 2.1 |